# 大碩
大碩研究所（大碩補習班）是一間台灣的補習班。公司在台灣是補習教育業中屬於升研究所類別分類中較為知名的補習班，但是公司的知名度不是完全來自宣傳或正面評價，有許多除了正面評價以外的負面新聞或評價，影響公司的聲譽。公司屬於台灣知識庫的關係企業也就是屬於台灣知識庫簡稱TKB的同一公司所建立以及互相支援並以同一品牌名稱的關係為名一起以TKB為名共同經營。
大碩文化事業股份有限公司是大碩補習班在台北市政府登記核准設立的公司名稱，但是大碩研究所在1984年就已經創立。學生時代的邱昌其當時就創立了大碩補習班，然後半工半讀完成學業。邱昌其認為求學不易而設立大碩基金會，1995年大碩文化股份事業有限公司才終於在台北市政府登記核准設立，公司在核准成立以前門口就掛有大碩文化事業的招牌。大碩研究所主要經營內容業務（理工文商EMBA）的研究所考試，二技、轉學考試，國營事業、高普考等課程輔導教學。
在考慮台灣的發展和經驗經歷後，TKB選擇前往大陸擴大發展在大陸以廈門大碩信息科技有限公司的名稱為名義在福建省廈門市登記註冊，公司經營主要數位系統數位平台的建置以及網路學習平台。廈門大碩於2007年開始設立，但是公司網頁到2016年以後就已經有段時間無法連線，令人無法確定公司目前的經營和最新最近的運營狀況或情況，公司法人代表是邱昌其。

## 大事件

### 投資事件
2012年，前內政部消防署署長黃季敏被查出疑似貪汙不法所得新台幣上億元。2012年底，台北地檢署將黃季敏依貪汙罪嫌起訴、求處無期徒刑，辦案人員另外還查出在六年前以新臺幣四千萬元投資大碩補習班，每一年收取超過三百萬的紅利。黃季敏說只是投資理財，卻對鉅款來源無法解釋，懷疑黃季敏藉安檢向補習班施壓，補習班負責人邱昌其也以證人身分遭到約談。邱昌其曾任消防教育研究基金會董事長，當時黃季敏為消防署長，才因此認識，看好補習班生意，曾經親提大筆鈔票上門投資。

### 跳槽事件
2015年12月，課上到一半補習班創辦人邱昌其刻意上台當著眾多學生的面前痛罵老師，老闆覺得老師罔顧學生權益，就當面兩人在眾多學生面前對質，令台下學生當場傻眼，學生不給老闆面子高喊走了，這段畫面在PTT校園版瘋傳。補習班老師被挖腳惹怒老闆，該名老師表示不願再與大碩補習班簽約。

## 歷史
大碩文化教育事業從1984年創立，公司在台灣成立六個據點由邱昌其自學生時代創立開始經營，歷經多年發展公司的經營開始逐漸步上軌道。1995年7月12日，公司終於在臺北市政府以大碩文化事業股份有限公司的名義登記核准設立。
碩士研究所從1989年成立，在台灣成立四個據點負責經營包括研究所和特考的輔考。2003年7月7日，公司終於在台北市政府以碩士文化事業有限公司登記核准設立。從2012年開始，公司在改名碩士龍門後開始轉學考輔考。2013年9月公司解散，以龍門之名改為負責轉學考的輔考的公司，碩士補習班大碩補習班兩間公司最終合併。台灣知識庫於2000年開始經營，公司還開始改以「TKB大碩」之名以成為同一集團。
財團法人大碩青年關懷基金會從2008年5月開始核准設立，基金會的董事長邱昌其因為過去大學三年時半工半讀自行創業完成學業，想鼓勵清寒學子完成學業不中斷學業而在同年2月捐贈全數基金，向行政院青年輔導委員會申請登記設立。

## 評價問題

### 正面評價
大碩青年關懷基金會舉辦各種活動也舉辦獎學金申請，舉辦活動鼓勵同學學習，例如機器人比賽、專題展、新聞研習、終生學習講座、博覽會。

### 議題問題
2008年有新聞報導過有人報名大碩補習班，但是有突然停課的問題和爭議產生，補習班招生不足突然停課，要求學員改看錄影帶引起學員不滿，認為明年的考試即將舉行，而補習班又在已經接近年底的時候宣布無法開課，影響民眾權益認為業者作法獨斷認為退費已經沒有用，且又不想看教學錄影帶。在這個新聞之後，台中市政府教育處科長表示補習班停開課程若業者堅持不開課，除應全額退費外，須賠償一成的違約金。
2009年曾經有新聞報導補習班的退費爭議問題，因為有人在報名碩士文理補習班的課程後，在課程開課前數十日，向補習班要求退費卻被補習班人員以上課證背面記載不得退費為由拒絕退費，補習班上課證註明題庫班總複習班不退費，這種規定引起民眾不滿認為這種規定這樣子不合理，而且事後則由台北市教育局出面表示上課證背面記載不退費並不合理，可以向台北市政府申訴。
2015年有新聞報導關於一名女性工程師，由於2009年參加碩士補習班的課程，但在2011年補完習過之後以後，因為在網路上的行為而因此觸犯著作權問題，惹上著作權法律問題，這名補習班學員後來因為受到著作權的問題而被遭到提告，這是一起學員因為對於碩士補習班的課程與上課教材的侵害著作權而被台灣知識庫提告的案例。後來法官認為這已經是觸犯法律的行為，法官認為這一課程具有原創性，散布光碟等違法重製物品的行為已經違反法律，因此判定違法，考量犯案輕微，判以數個月的刑期，同時施以得以改施以罰金給予緩刑確定。
補課券與時數券，或稱為補課卷，是補習班的補課制度方法與方式，這種作法為當補習班的學員在上課請假或未到班上課可以補課，但是若事後如果需要補課的話尚且還需要繳交新台幣200元的機器使用費，且公司聲稱該系統是委託由台灣知識庫所負責補課，補課券的收費屬於成本費，公司且還認為該費用是基於使用者付費。例外情形為網路上可以買到低於定價的補課卷，例如在PTT的補教板就有網友販售多餘用不到或用剩用不完的補課卷。